# Phare de Rebordiño
Le phare de Rebordiño est un phare situé sur la péninsule de Cabo Rebordiño dans la commune de Muros, dans la province de La Corogne (Galice en Espagne).
Il est géré par l'autorité portuaire de Vilagarcía de Arousa .

## Histoire
Il a été mis en service le 1er septembre 1909 sur la Ría de Muros y Noia, une partie des Rías Baixas pour marquer l'entrée du port de Muros en renforçant le phare de Monte Louro. Le phare se compose d'une tour cylindrique en fonte de 8 m de haut, avec galerie et lanterne, attachée au front d'une maison de gardiens de deux étages. Le dôme de la lanterne est noir métallisé, avec une girouette, et le reste du bâtiment est peint en blanc avec des pierres apparentes et un toit en terrasse. Cette tourelle est typique et unique en Galice. Il avait initialement une portée de 6 milles nautiques. Sa caractéristique actuelle est un feu rouge à deux éclats toutes les 7 secondes visible jusqu'à 7 milles nautiques (environ 13 km).
Il est situé sur un promontoire à environ 1 km au sud-est de Muros.
Identifiant : ARLHS : SPA040 ; ES-04000 - Amirauté : D1786 - NGA : 2692.

### Lien connexe
- Liste des phares d'Espagne